# Фернандо Пікун
Фернандо Пікун (ісп. Fernando Picún; нар. 14 лютого 1972, Монтевідео, Уругвай) — уругвайський футболіст, що грав на позиції захисника. Виступав за національну збірну Уругваю.

## Клубна кар'єра
Вихованець футбольної школи клубу «Мороне».
У дорослому футболі дебютував 1993 року виступами за команду клубу «Рівер Плейт». 
Своєю грою за цю команду привернув увагу представників тренерського штабу клубу «Феєнорд», до складу якого приєднався 1996 року. Відіграв за команду з Роттердама наступні два сезони своєї ігрової кар'єри.
Згодом з 1998 по 2000 рік грав у складі команд клубів «Дефенсор Спортінг» та «Урава Ред Даймондс».
Завершив професійну ігрову кар'єру у клубі «Данубіо», за команду якого виступав протягом у сезоні 2001.

## Виступи за збірну
1996 року дебютував в офіційних матчах у складі національної збірної Уругваю. Протягом кар'єри у національній команді, яка тривала 4 роки, провів у формі головної команди країни 9 матчів.
У складі збірної був учасником розіграшу Кубка Америки 1999 року у Парагваї, де разом з командою здобув «срібло».

## Титули і досягнення
- Срібний призер Кубка Америки: 1999